# Leverton (Berkshire)
Leverton – przysiółek w Anglii, w Berkshire, w dystrykcie (unitary authority) West Berkshire. Leverton jest wspomniana w Domesday Book (1086) jako Lewartone.